# Nemopterella leptocera
Nemopterella leptocera är en insektsart som först beskrevs av Navás 1910.  Nemopterella leptocera ingår i släktet Nemopterella och familjen Nemopteridae. Inga underarter finns listade i Catalogue of Life.